# Jakobs droom
Jakobs droom (Spaans: El sueño de José) is een schilderij van José de Ribera uit 1639. Sinds 1827 maakt het deel uit van de collectie van het Museo del Prado in Madrid.

## Voorstelling
In het boek Genesis wordt verteld hoe Jakob voor zijn broer Esau op de vlucht sloeg naar Charan. Onderweg overnachtte hij langs de kant van de weg met een steen onder zijn hoofd. In een droom zag hij een ladder (de Jakobsladder) die tot in de hemel reikte en waarlangs engelen naar boven en beneden gingen. In dezelfde droom beloofde God hem en zijn nakomelingen het land Kanaän. De ladder van nederigheid die Benedictus in zijn kloosterregels introduceerde, is een symbolische interpretatie van Jakobs droom.
Anders dan veel andere schilderijen van deze episode, concentreert Ribera zich voornamelijk op de slapende Jakob. De aartsvader ligt onder een vaalbruin kleed met zijn hoofd op een steen. Ook het landschap heeft een troosteloze uitstraling. De ladder en de engelen zijn slechts met moeite te onderscheiden in de goud oplichtende wolk boven Jakobs hoofd. Riberra brengt in Jakobs droom een scherp onderscheid aan tussen de aardse werkelijkheid van de slapende patriarch in de onderste helft van het schilderij en het hemelse visioen erboven. De half omgevallen boom aan de linkerkant benadrukt het horizontale karakter nog. Ribera's realistische weergave van Jakob sloot goed aan bij de voorschriften van de Contrareformatie, die aandrongen op schilderijen die voor de toeschouwers direct en eenvoudig te begrijpen waren.

## Herkomst
- Jakobs droom is waarschijnlijk geschilderd in opdracht van don Ramiro Núñez de Guzmán, de onderkoning van Napels.
- 1658: In bezit van Jerónimo de la Torre, Madrid.
- 1694: In bezit van Francisca de la Torre, Madrid.
- 1718: Het schilderij wordt verkocht in Madrid.
- 1746: In bezit van Elisabetta Farnese, Koninklijk Paleis van La Granja de San Ildefonso. Het werk werd in die tijd toegeschreven aan Murillo.
- 1794: Het schilderij bevindt zich in het Koninklijk Paleis van Aranjuez, waar het in de slaapkamer van de koning hing.
- 1818: Overgebracht naar de Real Academia de Bellas Artes de San Fernando.
- 1827: Overgebracht naar het Prado.

## Afbeelding

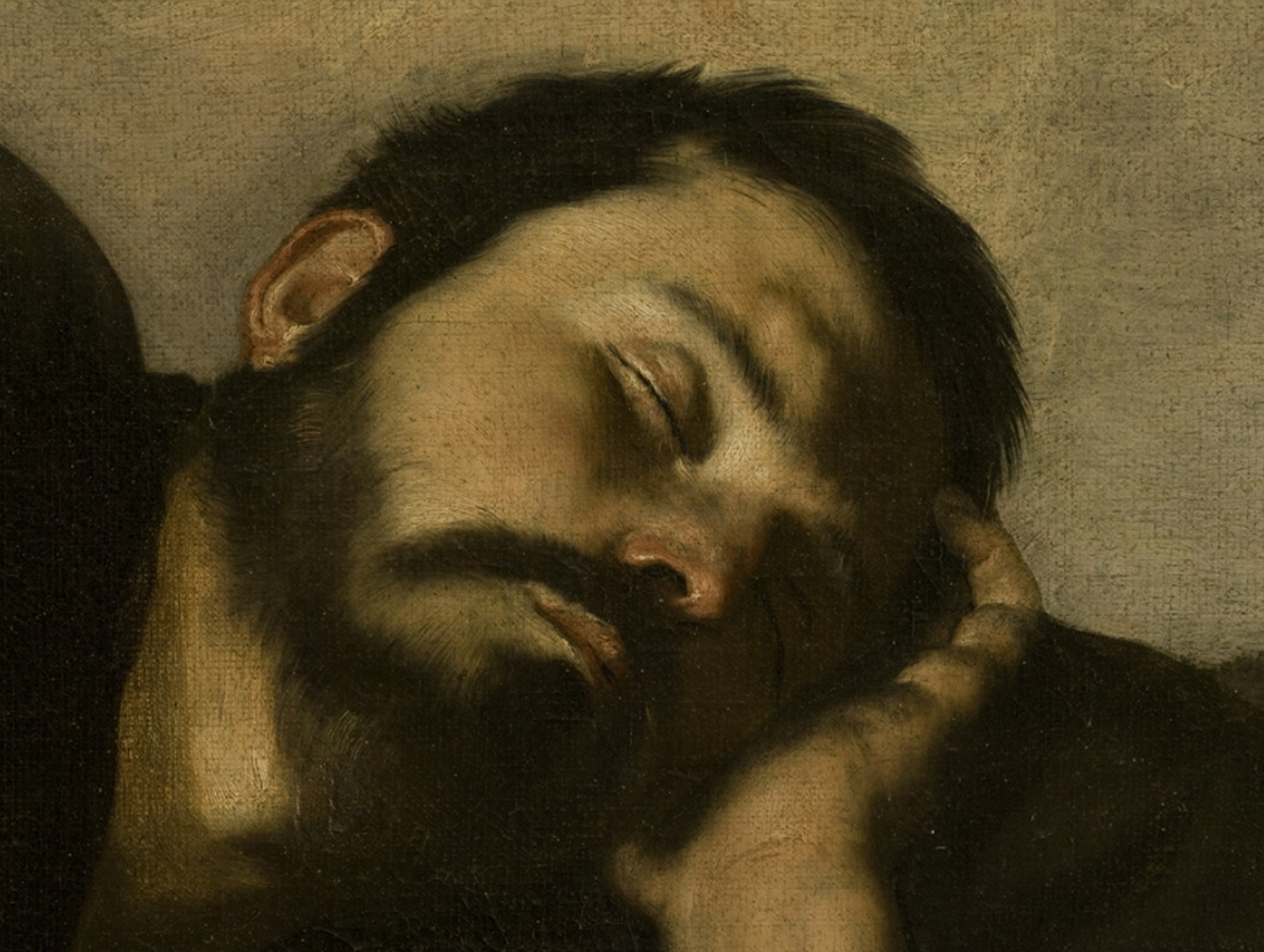
Detail